# Otto Rethel
Pour les articles homonymes, voir Rethel (homonymie).
Otto Rethel (né le 26 décembre 1822 à Aix-la-Chapelle, mort le 7 avril 1892 à Düsseldorf) est un peintre allemand.

## Biographie
Rethel, le frère cadet du peintre Alfred Rethel, est d'abord destiné au commerce. Après ses études à Aix-la-Chapelle, il étudie la peinture de 1840 à 1842 à l'Académie des beaux-arts de Düsseldorf auprès de Karl Ferdinand Sohn et Wilhelm von Schadow. Il se spécialise ensuite dans les motifs bibliques et les grands retables jusque dans les années 1850. Il fait partie du groupe d'artistes de l'école de peinture de Düsseldorf.

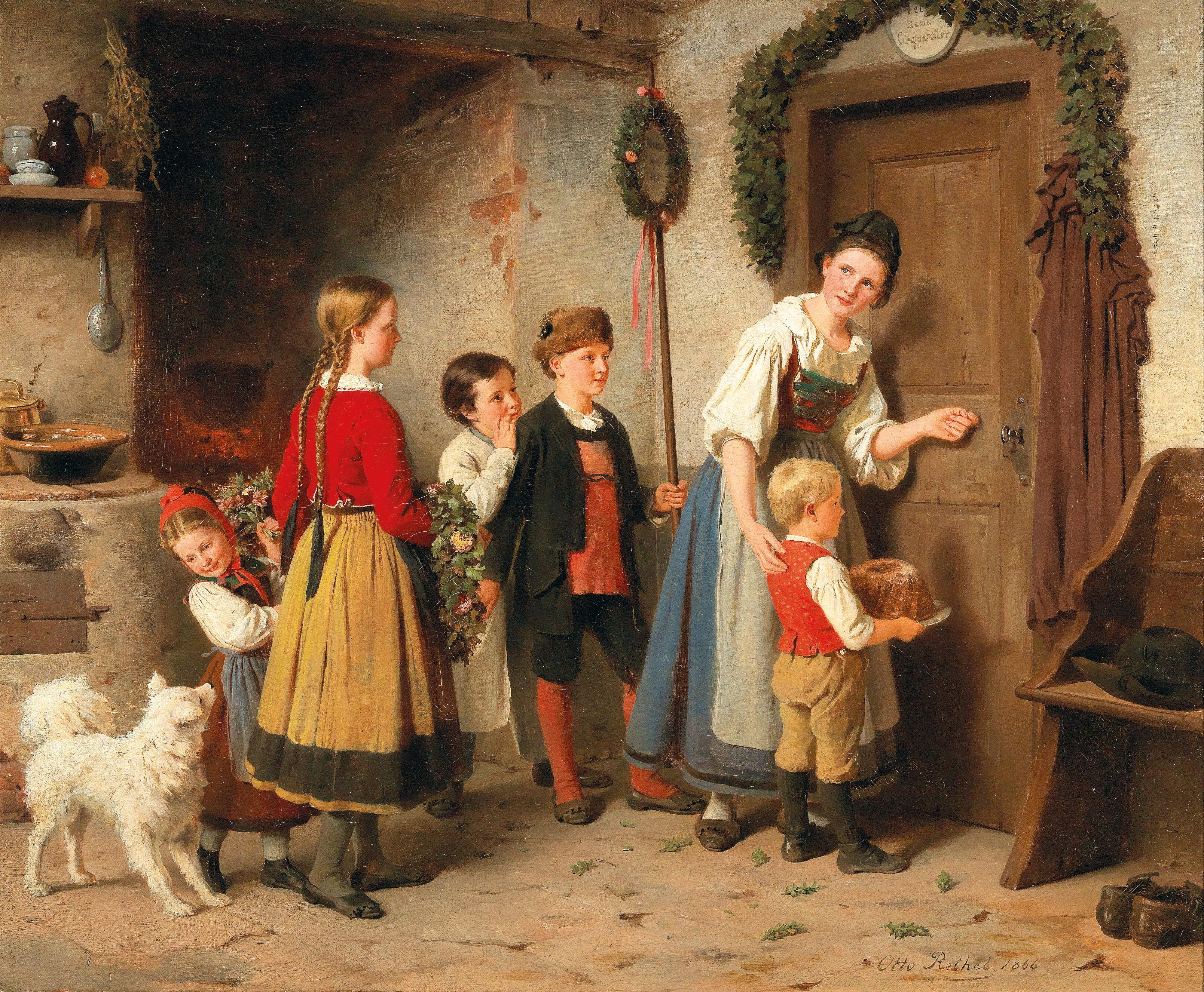
Le Gâteau d'anniversaire

Lorsque son frère Alfred devient de plus en plus malade d'une maladie cérébrale associée à la démence à partir de 1852, Rethel le soutient dans son épreuve et, après sa mort en 1859, s'occupe également de la jeune veuve de son frère, Marie, fille du peintre August Grahl, et de leur fille Else, âgée de six ans, qui épousera le peintre Karl Rudolf Sohn, fils de son ancien professeur. Ces expériences stressantes semblent être le déclencheur de son passage des motifs bibliques aux tableaux de genre. En outre, de nombreux portraits impressionnants suivent. Les critiques d'art apprécient la représentation expressive de la personnalité et les tons de la chair dans les portraits.
Rethel travaille à Düsseldorf toute sa vie et est un membre actif de l'association d'artistes Malkasten, où il apparaît, par exemple, en 1879 dans la performance de tableau vivant basé sur la peinture de son frère décédé Alfred Hannibal a traversé les Alpes au profit de la caisse des veuves d'artistes. L'une de ses étudiantes privées est Margarete Hoenerbach (de).
Vers 1850, Otto Rethel vit avec sa mère Johanna et sa sœur célibataire Emma au Kastanienallee 297. En septembre 1850, il épouse la musicienne Emma Haldensleben (1824-1882), s'installe dans la maison n°27 de la Jägerhofstraße et vers 1870 dans la maison n°1 au deuxième étage de la maison du jardinier de la cour. Le peintre Philipp Röth y vit également vers 1870. Vers 1872, il achète une petite maison au Rosenstraße 38, à côté de la pépinière d'art Schlagwein. Il y vit jusqu'à sa mort en 1892. Rethel est enterré dans la partie nord, son frère Alfred et sa mère Johanna dans la partie sud du cimetière de Golzheim.

## Famille
Otto et Emma Rethel ont quatre enfants :
- Carl Johann, né et mort en 1851
- Otto « Walther » Rethel (1852-1888)
- Emma Laura Rethel, dite Lina, (né en 1853)
- « Paul » Hermann Rethel (1855–1933), major général prussien ∞ Mally Finsterbusch, les parents du concepteur d'avions Walter Rethel (de) (1892–1977), qui est le grand-père de l'actrice Simone Rethel.